# Lateralus (пісня)
«Lateralus» — пісня американського рок-гурту Tool, третій сингл з однойменного альбому Lateralus 2001 року.

## Про пісню
При проблемах гляньте в довідку.Чільна пісня з альбому Lateralus побудована навколо послідовності Фібоначчі. Ця числова послідовність складається з членів, кожен з яких є сумою значень двох попередніх: 1, 1, 2, 3, 5, 8, 13, 21, 34 і так далі. Також послідовність лежить в основі спіралі Фібоначчі, яка є наближеною до так званої «золотої спіралі», швидкість зростання якої дорівнює золотому перетину.
Текст пісні починається з рядків, кожен з яких містить кількість складів, що відповідає числу Фібоначчі, збільшуючись з одного до восьми, а потім зменшуючись у зворотньому напрямку.
- black (1)
- then (1)
- white are (2)
- all I see (3)
- in my infancy (5)
- red and yellow then came to be (8)
- reaching out to me (5)
- let's me see (3)[1]

Окрім цього, в пісні є і інші відсилання до чисел Фібоначчі та золотої пропорції. Вступ триває 1 хвилину 12 секунд (1,1,2 — перші три числа послідовності), перший куплет розпочинається на 97 секунді (1,618 хвилин — приблизне значення золотої пропорції). Кожен куплет триває 55 секунд, найбільша кількість складів в рядках складає 13, а гітарний риф написаний в тактовому розмірі 9/8, 8/8 та 7/8 (55, 13 та 987 — це все числа Фібоначчі).  
На сайтах Kerrang! (2020 року) та Loudwire (2024 року) «Lateralus» було визнано найкращою піснею Tool. Сем Лоу порівняв пісню із спираллю Фібоначчі, назвавши «непереборною 10-хвилинною ескалацією, ритми та ліричні головоломки якої цокають аж до крещендо приголомшливого трипу». Кеті Ірізаррі також відзначила поєднання музики та математики, назвавши композицію «квінтесенцією пісень Tool, яка справді втілює колективні творчі здібності та музичність гурту».

## Місця в хіт-парадах
| Хіт-парад                           | Найвища позиція |
| ----------------------------------- | --------------- |
| США (Alternative Songs) (Billboard) | 18              |
| США (Mainstream Rock) (Billboard)   | 14              |